# Hals über Kopf (Fernsehserie)
Hals über Kopf ist eine deutsche Fernsehserie für Kinder und Jugendliche, die das ZDF ab 1986 mit insgesamt 34 Episoden à 30 Minuten und einem Pilotfilm produzierte. Die Erstausstrahlung erfolgte von Dezember 1987 bis 1991 im ZDF. Die Serie spielte in West-Berlin.

## Handlung
Die Episoden hatten meist das Verschwinden eines Kindes zum Inhalt, das dann unter chaotischen und amüsanten Umständen wiedergefunden wird. Das entsprechende Titellied Oh Schreck, Oh Schreck, das Kind ist weg wurde von Isabel Varell gesungen.
Die Besetzung in den Rollen der Kinder sowie deren Eltern wechselte mit den Episoden. Feste Besetzungen dagegen waren z. B. Charlotte Matthiesen und Michael Schönborn als Eheleute Wurzel.
Die markanteste Rolle spielte Wolfgang Gruner als Polizeiobermeister Hund („Hund, Hund wie Katze“), der jeweils in die Vermisstenfälle verwickelt war und bei seinen Aufklärungsversuchen üblicherweise die allgemeine Verwirrung steigerte. Obligatorisch war mindestens eine Verhaftung pro Episode, jeweils mit den Worten „Das wird nicht billig!“, sowie sein Dienstwagen, ein Citroën 2CV, mit der markanten Aufschrift „Polente“.

### Ausstrahlung
Die Ausstrahlung der etwa halbstündigen Episoden fand im Samstagnachmittag-Programm des ZDF statt. Wiederholungen der aktuellen Episode waren jeweils in der darauffolgenden Woche zu sehen.

## Episodenliste
| Episode   | Titel                                                              | Sendedatum        | Produktionsjahr | Dauer in Minuten |
| --------- | ------------------------------------------------------------------ | ----------------- | --------------- | ---------------- |
| Pilotfilm | Hals über Kopf                                                     | 21. Dezember 1987 | 1987            | 85:21            |
| 1         | Frohe Weihnacht                                                    | 27. Dezember 1987 | 1987            | 29:59            |
| 2         | Das Lehmkind                                                       | 3. Januar 1988    | 1987            | 30:00            |
| 3         | Wackelkontakt                                                      | 10. Januar 1988   | 1987            | 29:49            |
| 4         | Die Knochenjagd                                                    | 17. Januar 1988   | 1987            | 29:26            |
| 5         | Ein Hundeleben                                                     | 24. Januar 1988   | 1987            | 29:40            |
| 6         | Gummibärchen                                                       | 31. Januar 1988   | 1987            | 30:03            |
| 7         | Nix zu lachen                                                      | 7. Februar 1988   | 1987            | 29:59            |
| 8         | Die Zauberkinder                                                   | 14. Februar 1988  | 1987            | 29:35            |
| 9         | A wie Adoption                                                     | 21. Februar 1988  | 1987            | 30:00            |
| 10        | Stadtgeflüster                                                     | 28. Februar 1988  | 1987            | 29:19            |
| 11        | Die Tarnkappe                                                      | 6. März 1988      | 1987            | 30:03            |
| 12        | Die Erbtante                                                       | 13. März 1988     | 1987            | 29:53            |
| 13        | Ähnlichkeiten                                                      | 20. März 1988     | 1987            | 28:55            |
| 14        | Cacaracca                                                          | 27. März 1988     | 1987            | 30:00            |
| Special   | Hals über Kopf ins neue Jahr – Kostproben aus der neuen Sendereihe | 4. Januar 1989    | 1988            | 29:56            |
| 15        | Der Kraftprotz                                                     | 8. Januar 1989    | 1989            | 30:01            |
| 16        | Abgeschleppt                                                       | 15. Januar 1989   | 1989            | 29:43            |
| 17        | Die Zeitpille                                                      | 22. Januar 1989   | 1989            | 29:36            |
| 18        | Schweigen ist Gold                                                 | 29. Januar 1989   | 1988            | 29:24            |
| 19        | Mein Name ist Lehmann                                              | 12. Februar 1989  | 1988            | 29:40            |
| 20        | Der Rekordversuch                                                  | 26. Februar 1989  | 1989            | 29:59            |
| 21        | Ein Trauerfall                                                     | 5. März 1989      | 1989            | 29:04            |
| 22        | Blechschaden                                                       | 19. März 1989     | 1987            | 29:16            |
| 23        | Der Grenzfall                                                      | 26. März 1989     | 1989            | 29:56            |
| 24        | Der Ja-Sager                                                       | 21. Dezember 1987 | 1987            | 28:29            |
| 25        | Das Leihkind                                                       | 23. April 1989    | 1989            | 29:48            |
| 26        | Voll getroffen                                                     | 30. April 1989    | 1988            | 29:27            |
| 27        | Wettfieber                                                         | 7. Mai 1989       | 1988            | 28:54            |
| 28        | Tierische Ferien                                                   | 14. Januar 1990   | 1988            | 28:59            |
| 29        | Der Hauptgewinn                                                    | 21. Januar 1990   | 1990            | 29:34            |
| 30        | Der Geist in der Flasche                                           | 28. Januar 1990   | 1990            | 30:01            |
| 31        | Vampire                                                            | 4. Februar 1990   | 1990            | 29:26            |
| 32        | Faule Früchte                                                      | 11. Februar 1990  | 1990            | 29:12            |
| 33        | Reisefieber                                                        | 30. Dezember 1990 | 1990            | 29:56            |
| 34        | Das doppelte Flöckchen                                             | 6. Januar 1991    | 1990            | 29:50            |

## Rezeption
„Die Geschichten hatten immer den gleichen Aufbau, und die gezeigten Eltern waren immer gleich abweisend: Sie ignorierten die störenden Kinder, schickten sie weg, die Kinder liefen tatsächlich davon, und die Eltern bemerkten es zunächst gar nicht. Dann bereuten sie ihr Verhalten und entschuldigten sich beim Wiedersehen. Das zitierte Titellied plärrte Isabel Varell und war dabei im Vorspann zu sehen.“

## DVD
Die Episoden der Fernsehserie erschienen, geteilt auf zwei DVD-Boxen, im Oktober 2009 bzw. September 2010. Eine Komplettbox erschien im Juli 2011.